# Liang En-shuo
Liang En-shuo (chinesisch 梁恩碩, Pinyin Liáng Ēnshuò; * 2. Oktober 2000 in Kaohsiung) ist eine taiwanische Tennisspielerin.

## Karriere
Liang, die am liebsten auf Hartplätzen spielt, begann im Alter von sechs Jahren mit dem Tennisspielen. Auf dem ITF Junior Circuit gewann sie fünf Einzel- und neun Doppeltitel. Ihr größter Erfolg gelang ihr am 27. Januar 2018, als sie als erste Taiwanerin den Juniorinnentitel bei den Australian Open gegen Clara Burel mit 6:3 und 6:4 gewann. Am selben Tag gewann sie zudem auch noch das Doppelfinale bei den Juniorinnen, an der Seite von Wang Xinyu. Sie besiegten Violet Apisah/Lulu Sun mit 7:64, 4:6 und [10:5].
Ab 2015 nahm sie vereinzelt an Profiturnieren der ITF Women’s World Tennis Tour teil, wo sie bisher einen Einzel- und 13 Doppeltitel gewann. Dank einer Wildcard für das Doppel stand sie bei den Taipei OEC Open 2017 erstmals im Hauptfeld eines WTA-Challenger-Turniers. Bei den Asienspielen 2018 gewann sie die Bronzemedaille im Einzel.
Im Jahr 2019 spielte Liang erstmals für die taiwanische Fed-Cup-Mannschaft; ihre Fed-Cup-Bilanz weist bislang 4 Siege bei 4 Niederlagen aus.

## Turniersiege

### Einzel
| Nr. | Datum        | Turnier | Kategorie | Belag     | Finalgegnerin | Ergebnis      |
| --- | ------------ | ------- | --------- | --------- | ------------- | ------------- |
| 1.  | 20. Mai 2018 | Incheon | ITF W25   | Hartplatz | Han Na-lae    | 6:2, 0:6, 7:5 |

### Doppel
| Nr. | Datum             | Turnier             | Kategorie      | Belag             | Partnerin          | Finalgegnerinnen                              | Ergebnis          |
| --- | ----------------- | ------------------- | -------------- | ----------------- | ------------------ | --------------------------------------------- | ----------------- |
| 1.  | 13. Oktober 2017  | Nonthaburi          | ITF $15.000    | Hartplatz         | Chan Chin-wei      | Nudnida Luangnam Varunya Wongteanchai         | 6:1, 6:4          |
| 2.  | 16. März 2019     | Shenzhen            | ITF W60        | Hartplatz         | Xun Fangying       | Hiroko Kuwata Sabina Sharipova                | 6:4, 6:1          |
| 3.  | 6. Februar 2021   | Scharm asch-Schaich | ITF W15        | Hartplatz         | Kyōka Okamura      | Magali Kempen Schalimar Talbi                 | 1:6, 6:4, [10:3]  |
| 4.  | 31. Juli 2021     | Charleston          | WTA Challenger | Sand              | Rebecca Marino     | Erin Routliffe Aldila Sutjiadi                | 5:7, 7:5, [10:7]  |
| 5.  | 25. Dezember 2022 | Kyōto               | ITF W60        | Hartplatz (Halle) | Wu Fang-hsien      | Momoko Kobori Luksika Kumkhum                 | 2:6, 7:65, [10:2] |
| 6.  | 7. Januar 2023    | Nonthaburi          | ITF W40        | Hartplatz         | Ma Yexin           | Kateryna Wolodko Hiroko Kuwata                | 6:0, 6:3          |
| 7.  | 14. Januar 2023   | Nonthaburi          | ITF W40        | Hartplatz         | Ma Yexin           | Lee Pei-chi Jessy Rompies                     | 6:3, 2:6, [10:6]  |
| 8.  | 2. Dezember 2023  | Yokohama            | ITF W40        | Hartplatz         | Tang Qianhui       | Aoi Ito Natsumi Kawaguchi                     | kampflos          |
| 9.  | 5. Mai 2024       | Gifu                | ITF W100       | Hartplatz         | Tang Qianhui       | Kimberly Birrell Rebecca Marino               | 6:0, 6:3          |
| 10. | 25. Mai 2024      | Goyang              | ITF W50        | Hartplatz         | Eudice Chong       | Luksika Kumkhum Peangtarn Plipuech            | 7:5, 6:4          |
| 11. | 28. Juni 2025     | Palma del Río       | ITF W50        | Hartplatz         | Feng Shuo          | María Paulina Pérez García Victoria Rodríguez | 6:2, 6:3          |
| 12. | 12. Juli 2025     | Corroios-Seixal     | ITF W50        | Hartplatz         | Eudice Chong       | Riya Bhatia Elena Micic                       | 6:1, 6:0          |
| 13. | 2. August 2025    | Cordenons           | ITF W75        | Sand              | Peangtarn Plipuech | Karolína Kubáňová Aneta Laboutková            | 6:4, 6:2          |
| 14. | 10. August 2025   | Amstetten           | ITF W75        | Sand              | Feng Shuo          | Dalila Jakupović Nika Radišić                 | 4:6, 6:4, [10:0]  |

## Abschneiden bei Grand-Slam-Turnieren

### Einzel
| Turnier         | 2019 | 2020 | 2021 | 2022 | Karriere |
| --------------- | ---- | ---- | ---- | ---- | -------- |
| Australian Open | Q1   | Q1   | Q1   | Q2   | —        |
| French Open     | Q1   | —    | 1    | —    | 1        |
| Wimbledon       | Q2   |      | Q1   | Q2   | —        |
| US Open         | Q1   | —    | Q3   | —    | —        |

Zeichenerklärung: S = Turniersieg; F, HF, VF, AF = Einzug ins Finale / Halbfinale / Viertelfinale / Achtelfinale; 1, 2, 3 = Ausscheiden in der 1. / 2. / 3. Hauptrunde; Q1, Q2, Q3 = Ausscheiden in der 1. / 2. / 3. Qualifikationsrunde; nicht ausgetragen